# Дом Ф. Д. Трофимова
Дом купца Ф. Д. Трофимова (Народный дом) — историческое здание в городе Гдове (Псковская область). Расположен на улице Карла Маркса (дом № 4), на углу с набережной реки Гдовки. Памятник архитектуры, объект культурного наследия России регионального значения.

## История
Двухэтажное кирпичное здание под четырёхскатной крышей было построено в конце XIX века для купца Трофимова, который владел несколькими домами в Гдове и содержал магазин «Гастроном» в торговых рядах. В новом здании должна была разместиться гостиница «Полтава» (предположительно название было дано в честь Полтавской битвы). Гостиница открылась в 1909 году. После революции, в 1919 году здание было национализировано и преобразовано в Народный дом. В комнатах на первом этаже размещались различные кружки и творческие объединения. На втором этаже была организована библиотека, фонды которой в своей основе составили русскоязычные книги из национализированной библиотеки князя Салтыкова из его усадьбы в Чернёво.
Дом Ф. Д. Трофимова стал одним из трёх дореволюционных зданий Гдова, не разрушенных в годы Великой Отечественной войны. Впоследствии дом использовался как жилой и был расселён в 2020 году в связи с аварийным состоянием. Ремонт здания не производился в связи с недостатком средств у муниципалитета (по состоянию на 2021 год).

## Галерея

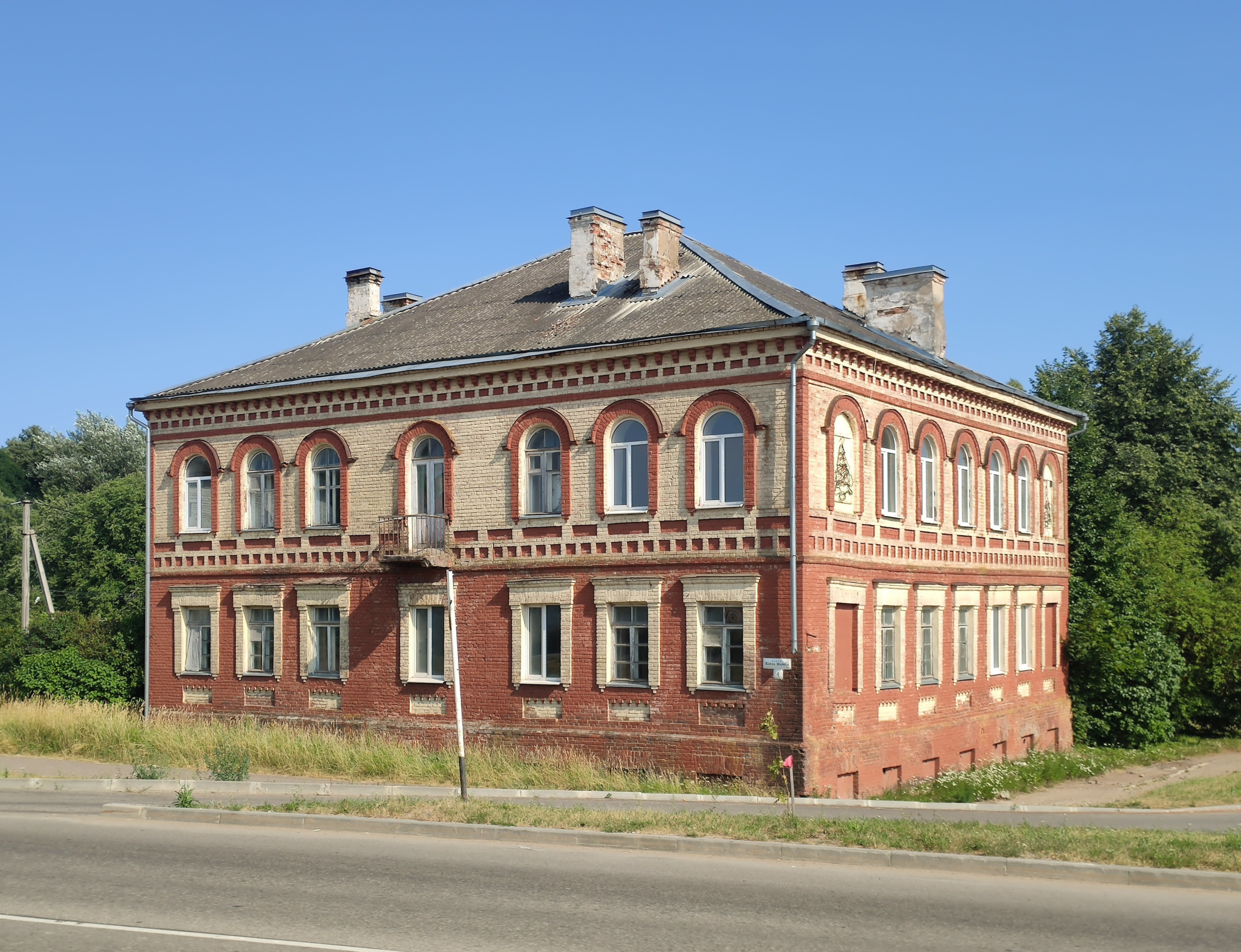
Общий вид в 2021 году
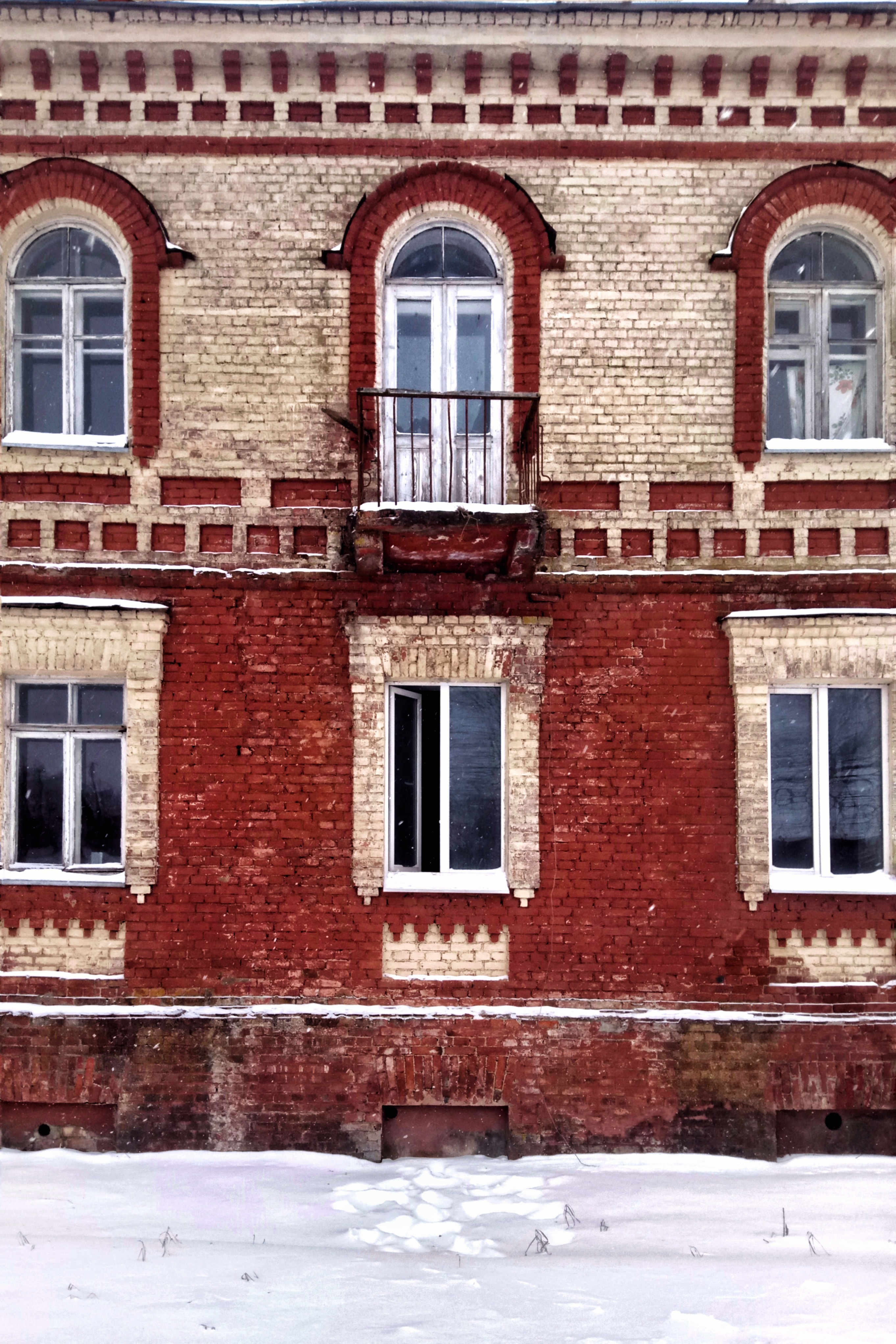
Фрагмент фасада
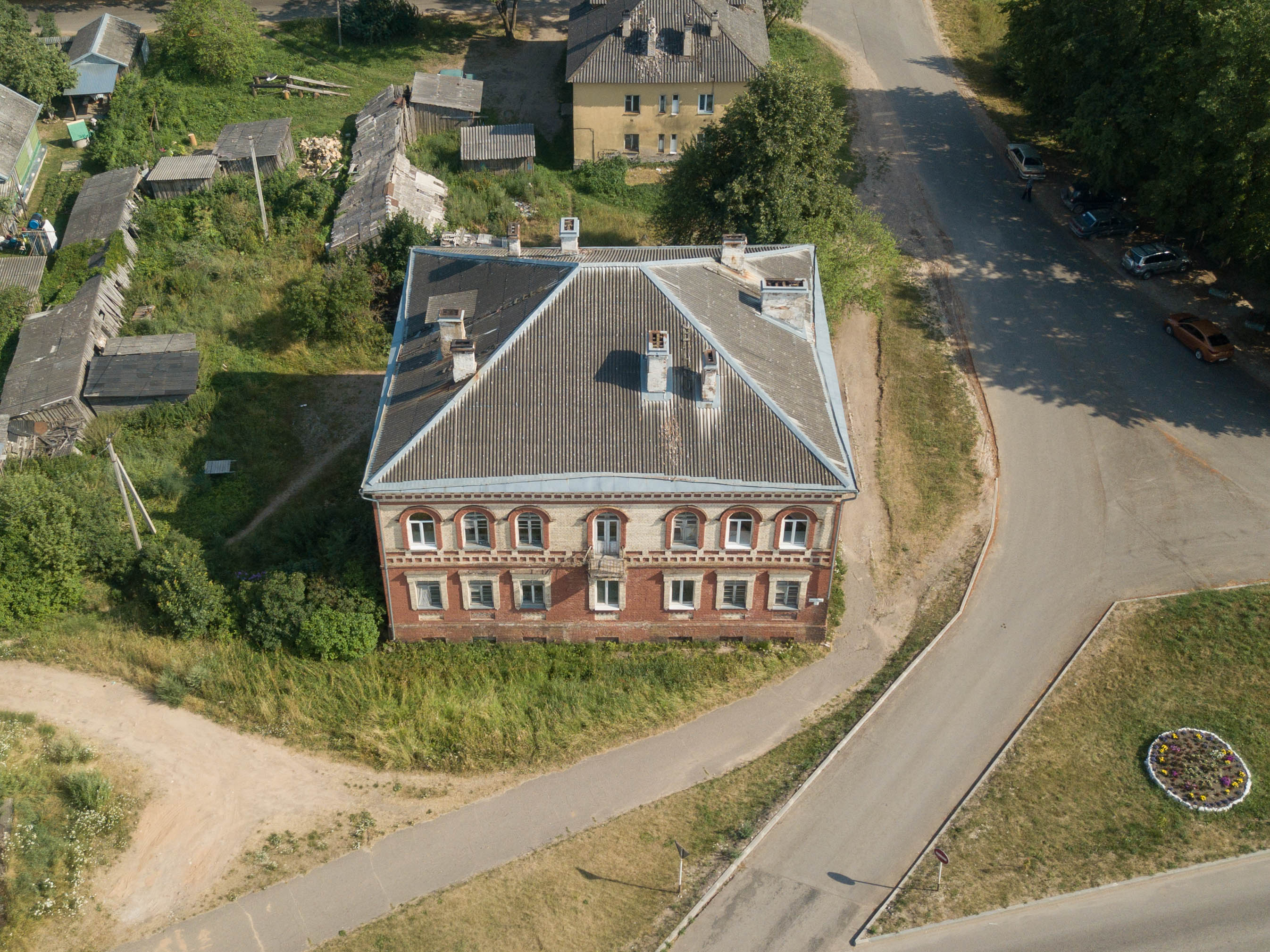
Вид сверху